# Rue Louise-Michel (Levallois-Perret)
Pour les articles homonymes, voir Rue Louise-Michel.
La rue Louise-Michel est une voie de circulation de Levallois-Perret.

## Situation et accès
La rue Louise-Michel est desservie par la ligne 3 du métro de Paris avec la station Louise Michel.
Commençant au boulevard Bineau, elle rencontre la rue Chaptal au niveau de la place du Maréchal de Lattre de Tassigny, autrefois appelée Place Chaptal. Elle croise ensuite notamment la rue Danton, la rue Anatole-France, la rue Carnot et la rue Gabriel-Péri. Elle se termine à la rue du Président-Wilson.

## Origine du nom

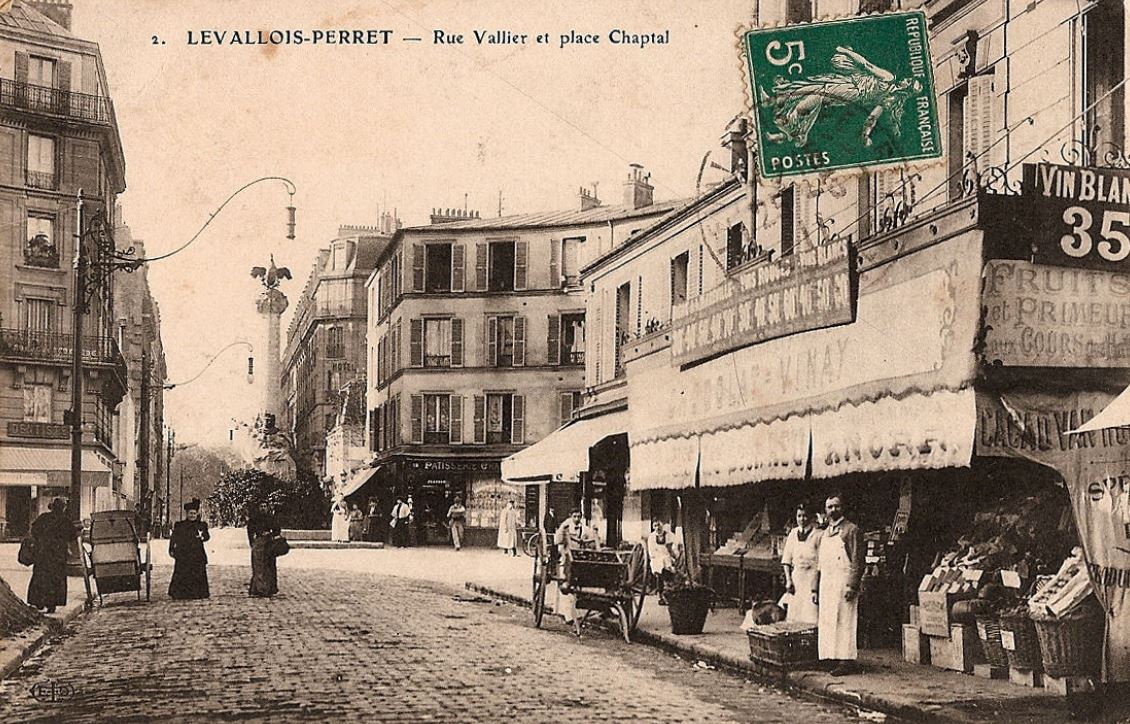
La rue Vallier à la place Chaptal

Le nom de cette rue rend hommage à Louise Michel (1830-1905), figure majeure de la Commune de Paris de 1871.
Elle est enterrée au cimetière de Levallois-Perret, rue Baudin.

## Historique

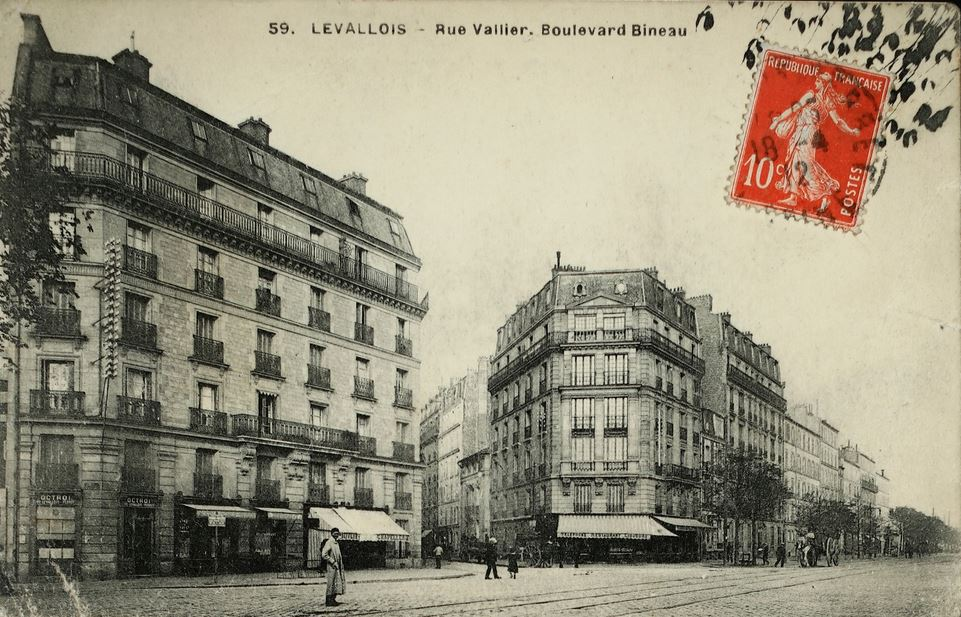
Rue Vallier au boulevard Bineau

Le premier nom de cette rue fut donné par Nicolas Levallois en 1853, en honneur d'un de ses amis menuisiers qui participa à la construction des premières maisons du village.
À la fondation de la ville par séparation de Neuilly-sur-Seine, en 1867, cette rue s'appelait « rue des Arts ».
Cette section de rue est alors confondue avec la « rue Vallier » à la suite d'une délibération municipale du 26 avril 1870,,.
En 1946, elle est rebaptisée rue Louise-Michel, ainsi que la station de métro.

## Bâtiments remarquables et lieux de mémoire

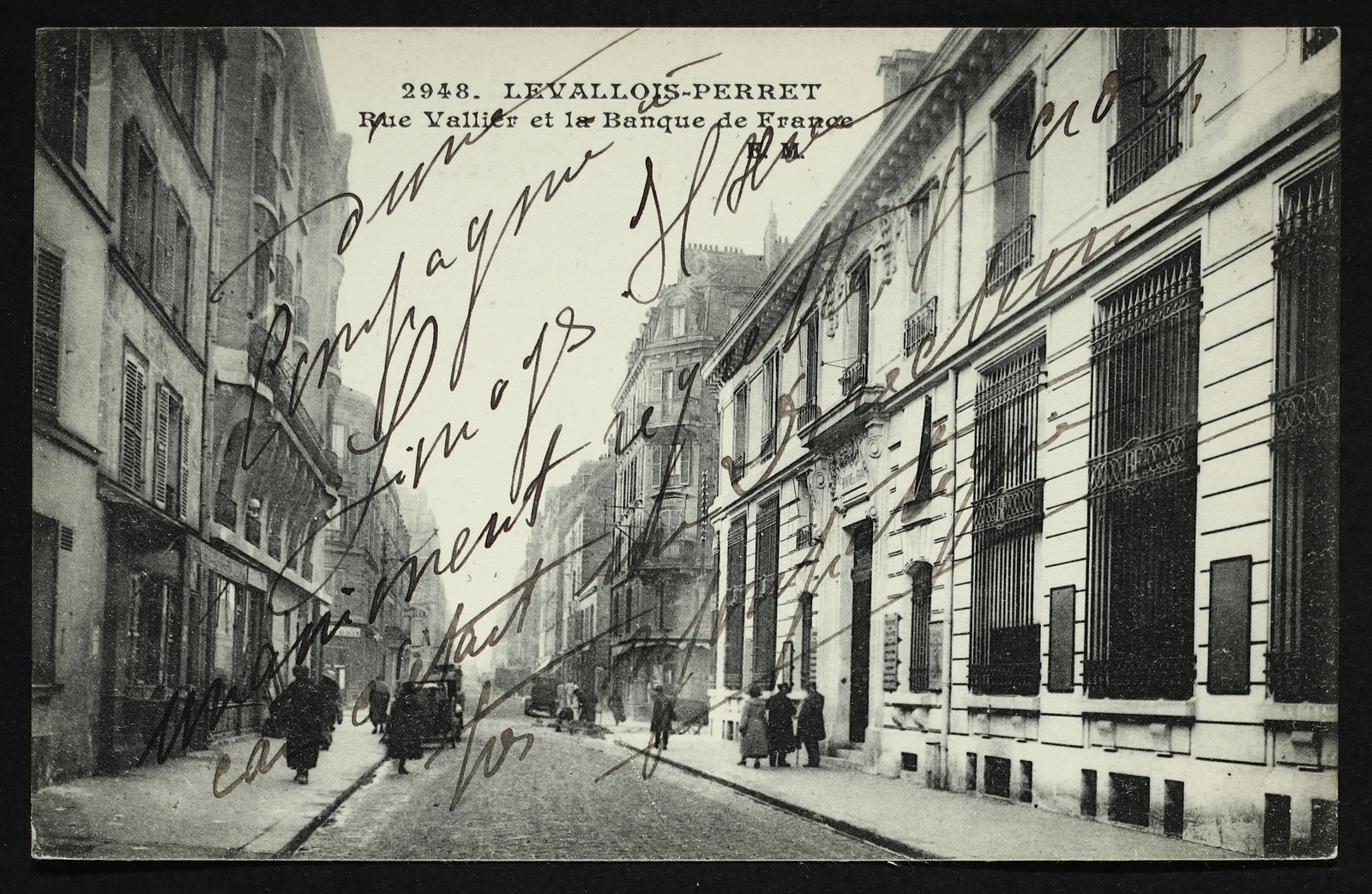
Banque de France, rue Vallier, ancien nom de la rue Louise-Michel

- Square Danton, à côté de la rue éponyme.
- À l'angle de la rue Anatole-France, ancien bâtiment de la Banque de France, datant de 1899, détruit en 2009 pour construire un bâtiment de consultant immobilier. Seul l'encadrement de la porte d'entrée a été préservé en étant déplacé au coin de la rue.
- L'ancien garage Citroën au numéro 19, remplacé par un supermarché en 2012.
- Statue en hommage au Maréchal de Lattre de Tassigny, au milieu du carrefour giratoire au croisement de la rue Chaptal.